# قوام شهیدی
قوام شهیدی یک مهندس برق ایرانی-آمریکایی و همکار آی‌بی‌ام است. او مدیر فناوری سیلیکون در مرکز تحقیقات توماس جی واتسون آی‌بی‌ام است. وی از اواخر دهه ۱۹۸۰ تاکنون به دلیل فعالیت‌های پیشگامانه خود در زمینه تولید فناوری سیلیکون بر روی عایق (اس‌اوآی) و مکمل فلز-اکسید-نیم‌رسانا (سیماس) مشهور است.

## حرفه
وی در رشته مهندسی برق در ام‌آی‌تی تحصیل کرد و در آنجا پایان‌نامه دکترای خود را با عنوان «فراجهش سرعت در مقیاس‌بندی عمیق ماسفت» (ترانزیستورهای اثر میدانی فلز-اکسید-نیم‌رسانا)، زیر نظر پروفسور دیمیتری ای آنتونیادیس نوشت. ماسفت (ترانزیستورهای اثر میدانی فلز-اکسید-نیم‌رسانا) سیلیکونی ۶۰ نانومتر توسط شهیدی با آنتونیادیس و هنری آی اسمیت در دانشگاه ام‌آی‌تی در سال ۱۹۸۶ ساخته شده بود. این قطعه با استفاده از لیتوگرافی اشعه ایکس ساخته شده‌است.
شهیدی در سال ۱۹۸۹ به آی‌بی‌ام پژوهش پیوست، در آنجا توسعه فناوری سیلیکون بر روی عایق (اس‌اوآی) فلز-اکسید-نیم‌رسانا مکمل (سیماس) درآی‌بی‌ام را آغاز و پس از آن هدایت کرد. این امر منجر به اولین استفاده تجاری اس‌اوآی در جریان اصلی فناوری سیماس شد.
وی تا سال ۲۰۰۳ به عنوان مدیر توسعه منطق با عملکرد بالا در آی‌بی‌ام ریزالکترونیک باقی ماند. وی سپس به عنوان مدیر فناوری سیلیکون به آزمایشگاه واتسون IBM بازگشت. وی به عنوان مدیر فناوری سیلیکون در آی‌بی‌ام پژوهش، در اوایل دهه ۲۰۰۰ در حال تحقیق دربارهٔ فناوری لیتوگرافی بود. در سال ۲۰۰۴، وی برنامه‌های لیتوگرافی براساس نور فیلتر شده در آب و سپس لیتوگرافی اشعه ایکس را برای IBM تجاری سازی و طی چند سال آینده اعلام کرد. وی همچنین اعلام کرد که تیمش در حال تحقیق در مورد ۲۰ ماده نیم‌رسانا جدید است.
شهیدی جایزه جی‌جی ایبرز موسسه مهندسان برق و الکترونیک را به دلیل «مشارکت و رهبری در توسعه فناوری سیماس سیلیکون بر روی عایق» در سال ۲۰۰۶ دریافت کرد. وی در حال حاضر مدیر فناوری سیلیکون در مرکز تحقیقات آی‌بی‌ام توماس جی واتسون در یورک‌تاون هایتس، نیویورک است.